# موشزیب-مردوک
موشزیب-مردوک (Mušezib-Marduk)، از پادشاهان سلاله دهم بابل که پس از شکست خوردن نرگال-اوشزیب رهبری قیام و مقاومت در برابر امپراتوری آشوری نو را برعهده گرفت. وی از ۶۹۳ تا ۶۸۹ پیش از میلاد بر بابل سلطنت کرده‌است.

## دوران سلطنت
وی در دشمنی با آشوریها از حمایت و کمک هومبان-نیمن سوم، پادشاه ایلام برخوردار شد، چرا که آشور دشمن مشترک‌شان محسوب می‌شد و پادشاه ایلام چند سال پیش از آن مورد حمله آشوری‌ها قرار گرفته‌بود. علاوه بر بابلی‌ها و عیلامی‌ها، قبایل آرامی، کلدانی‌ها و قبایل ساکن در جبال زاگرس (کاسی‌ها، ساکنان الیپی  و ساکنان انشان و پارسوماش و حتی پارسوا هم در این نبرد حضور داشتند. هسته سپاه مزبور عبارت بود از: ارابه‌ها، پیادگان و سواران ایرانی و ایلامی. 
این جنگ که در سال ۶۹۱ پ. م. رخ داد، جنگ حلوله نامیده می‌شود (بر رود دجله). به نظر می‌رسد که سپاه متفقین پرشمار بوده‌است، چرا که نتیجه جنگ قطعی نبوده‌است و هر دو طرف در سالنامه‌هایشان ادعای پیروزی در آن را کرده‌اند و همه حکمرانان و پادشاهان شرکت‌کننده در جنگ مزبور هم پس از جنگ در مناصب‌شان باقی مانده‌اند و دانشمندان عموماً به این عقیده هستند که آشوری‌ها بیشترین تلفات و خسارات را متحمل شده‌اند. هومبان‌نومن در همان سال دچار سکته قلبی شد و درگذشت و به این ترتیب موشزیب-مردوک متحد خود را از دست داد. 
سناخریب از این فرصت استفاده کرد و به بابل حمله نمود. پس از نه ماه محاصره، بابل سرانجام سقوط کرد و پادشاه آشور به انتقام کشته شدن پسرش آن سرزمین را ویران نمود، زیرا بابلی‌ها پسرش را به ایلامی‌ها تسلیم کرده‌بودند. بابل تاراج و سوزانده شد، دیوارهایش را خراب کردند و حتی آب رود فرات را هم بر آن جاری ساختند. به نظر می‌رسد که موشزیب-مردوک در جریان غارت بابل کشته شده باشد. سناخریب خود ادعا می‌کند که شهر بابل را ویران و نابود کرده‌است و در حقیقت هم شهر مزبور به مدت چند سال خالی از سکنه بوده‌است. او در یکی از کتیبه‌هایش در این باره می‌گوید:
| وقتی که شهربابل را تصرف کردم، تمام مردم شهر را به اسارت بردم. خانه هایشان را چنان ویران کردم که به صورت تلی از خاک درآمد. همه شهر را چنان آتش زدم که روزهای بسیار دود آن به آسمان می‌رفت. رود فرات را به روی شهر جاری کردم تا آب حتی ویرانه‌ها را نیز با خود ببرد. |

وی خدایانی را که بی اندازه در نظر بابلی‌یان عزیز بودند، تکه‌تکه کرد یا با خود به نینوا برد. مردوک خدای بزرگ بابلی، به صورت خادم فرومایه خدای آشور درآمد. سناخریب خود از ۶۸۹ تا ۶۸۱ ق. م. بر بابل حکومت کرد و پادشاه دست نشانده دیگری برای آنجا تعیین نکرد.